# John Earl Haynes
John Earl Haynes (nascido em 1944) é um historiador americano que trabalhou como especialista em história política do século XX na Divisão de Manuscritos da Biblioteca do Congresso. Ele é conhecido por seus livros sobre os movimentos comunistas e anticomunistas americanos e sobre a espionagem soviética na América (muitos escritos em conjunto com Harvey Klehr ).

## Carreira
Durante o final dos anos 1970, Haynes serviu como assistente legislativo de Wendell Anderson, um governador democrata de Minnesota nomeado para substituir Walter Mondale no Senado dos Estados Unidos quando este foi eleito vice-presidente dos Estados Unidos.
Após a dissolução da União Soviética durante os primeiros anos da década de 1990, arquivos confidenciais na Rússia começaram a ser provisoriamente abertos a estudiosos. Em 1993, em seu cargo na Divisão de Manuscritos da Biblioteca do Congresso, Haynes se tornou o primeiro estudioso americano a examinar os registros do Partido Comunista dos EUA, guardados no antigo arquivo da Internacional Comunista em Moscou.
Mais tarde, Haynes ajudou a forjar um acordo de dezembro de 1998 entre o precursor institucional do atual Arquivo Estatal Russo de História Sócio-Política (RGASPI), guardião dos documentos do Comintern, e a Biblioteca do Congresso que levou à microfilmagem da coleção do CPUSA e sua venda para instituições acadêmicas.